# Фалькенберг (Швеция)
Фалькенберг (швед. Falkenberg) — город в Швеции, в лене Халланд, расположенный в устье реки Этран.
Впервые письменно упоминается в конце 13 века. До 1645 года город, как и вся территория провинции Халланд, был частью Дании. Достопримечательностью города является музей Törngrens krukmakeri, старейшая гончарная мастерская в Европе.
В Фалькенберге родился известный в России управленец Бу Андерсон, работающий президентом в Группа ГАЗ и утвержденный 5 ноября 2013 г. советом директоров в качестве Президента концерна АВТОВАЗ. Андерсон назначен почетным консулом Королевства Швеции в Нижнем Новгороде.

## Известные уроженцы, жители
- Стеллан Бенгтссон — игрок в настольный теннис
- Бу Андерссон — шведский топ-менеджер
- В Фалькенберге жил в детские годы и был захоронен Андерс Густавссон (1899—1990) — шведский коммунист, военный переводчик и фронтовой пропагандист, участник Великой Отечественной войны, майор РККА.
- Фригга Карлберг — шведская писательница, социальная работница и феминистка.